# Мішель Макферсон
Мішель Макферсон (англ. Michelle MacPherson, 11 травня 1966) — канадська плавчиня.
Призерка Олімпійських Ігор 1984 року.
Переможниця Ігор Співдружності 1982 року.
Призерка Панамериканських ігор 1983 року.